# Chiesa dello Spirito Santo (Alcamo)
La chiesa dello Spirito Santo è una chiesa cattolica che si trova ad Alcamo, in provincia di Trapani.

## Storia
Il più antico documento pubblico sull’esistenza di questa chiesa è datato 11 maggio 1491 e si trova fra gli atti del notaio Giacomo Gruppuso di Alcamo: si tratta di una concessione di un terreno isolato e pieno d’alberi, fatta dai rettori della santa Annunziata.
Lo storico alcamese Ignazio De Blasi, nella sua opera (parte XXXII), cita un atto di vendita relativo a una chiusa nella contrada an. Giovanni e sant' Angelo del 20 novembre 1593 e una concessione di terreno del 17 agosto 1549 negli atti dell’amministrazione comunale del tempo.
La forma della struttura, come anche la pittura a tempera e la porta principale esposta verso ovest, caratteristiche simili presenti nella cappella di san Giovanni Battista,  fanno ritenere che essa sia stata realizzata nello stesso periodo.
Nel secolo XVI era conosciuta come "chiesa del Santo Angelo" poiché all’interno di essa esistevano gli affreschi, fatti a tempera, di san Michele e dell'Angelo Custode; in seguito fu denominata col presente nome, ispirandosi all’altro affresco omonimo sulla volta; verso la metà del '700 la chiesa fu restaurata da parte del sacerdote Adragna,  e altri lavori sono stati effettuati in periodi successivi.
De Blasi conferma tale ipotesi sul nome e ritiene che la chiesa sia stata denominata di sant'Angelo perché, anche nella vicina chiesetta di san Giovanni, la figura di questo santo titolare si trovava sul lato destro della tribuna.

## Descrizione

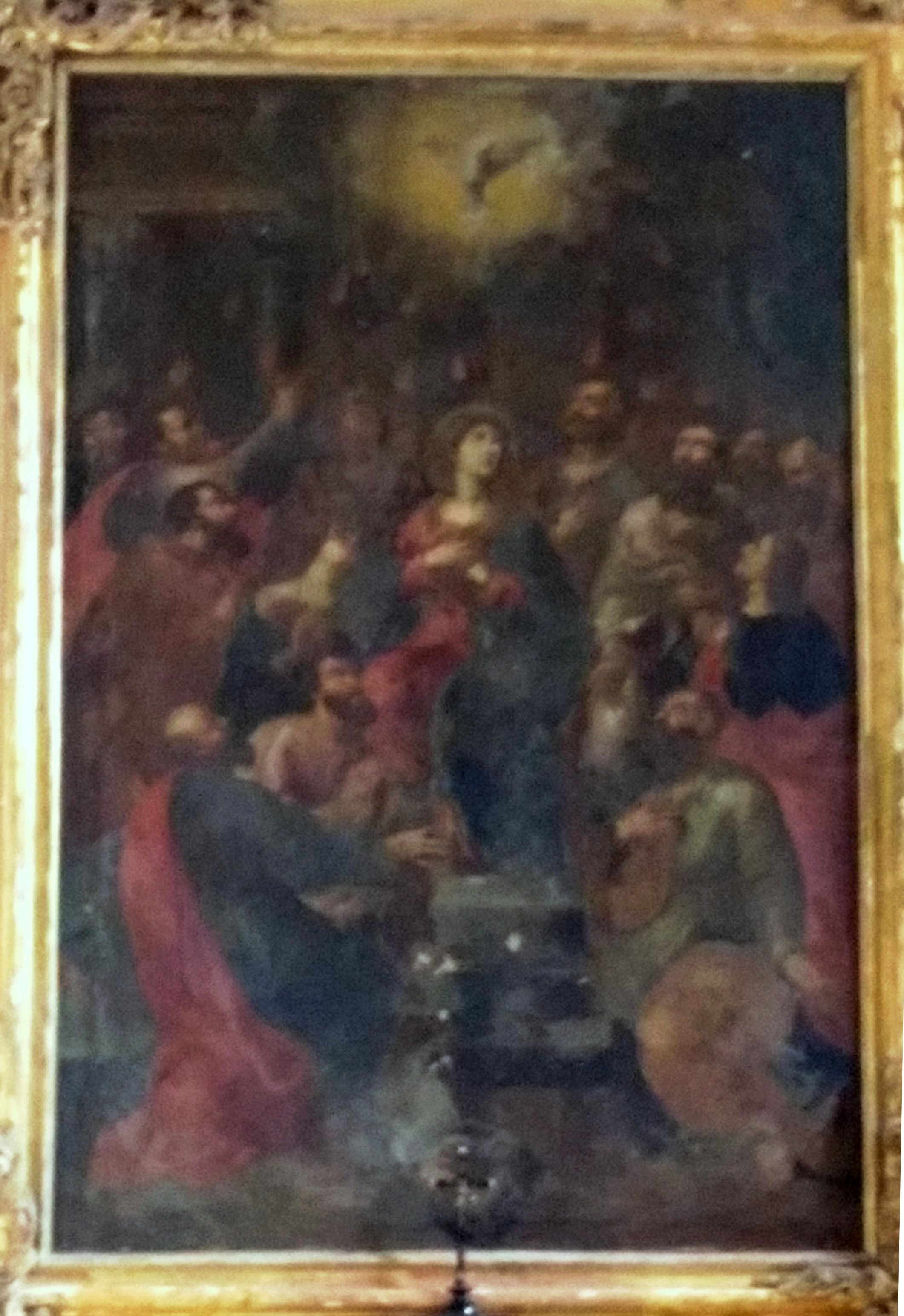
Pentecoste, tela di Mario Giambona (1703)

Oltre agli affreschi che raffigurano i due angeli, e quello sulla volta che rappresenta lo Spirito Santo in forma di colomba, all'interno della chiesetta si trova sull'altare una tela realizzata dal pittore trapanese Mario Giambona nel 1703; l'opera che rappresenta la Pentecoste, era stata destinata, in un primo tempo, per la cappella dell’Ospedale di Alcamo.
Proprio da questo dipinto si evidenzia il talento dell’artista, legato al tardo periodo della scuola novellesca: inizialmente, infatti, la tela era stata attribuita a Giacomo Lo Verso, allievo di Pietro Novelli.
In questa tela, che non presenta un buono stato di conservazione, i personaggi raffigurati sono posti quasi in cerchio ai lati della Madonna, rimarcando così l’importanza della forma nelle opere del Novelli, in modo simile agli apostoli nella tela che rappresenta l’elezione di Mattia, custodita all'interno della chiesa dei Cappuccini a Leonforte.
Sul muro esterno di questa chiesa, nel lato est, c'è una piccola edicola votiva della Pentecoste: all'interno esiste un dipinto su lamiera.
La chiesa era un tempo amministrata dal proprio cappellano, ovvero beneficiale, scelto allora dal Vescovo di Mazara del Vallo; oggi è aperta solo la domenica di Pentecoste e il 2 novembre.